# Johann Baptist Coronini-Cronberg
Jan Křtitel říšský hrabě Coronini von Cronberg (německy Johann Baptist Karl Alexius Ludwig Coronini Reichsgraf von Cronberg, slovinsky {{{2}}} Ivan Krstnik grof Coronini-Cronberg) (16. listopadu 1794 Gorizia – 26. července 1880 St. Peter bei Gorizia) byl rakouský generál. Byl potomkem staré šlechtické rodiny a v rakouské armádě sloužil od konce napoleonských válek. Několik let sloužil v Itálii a od roku 1836 byl vychovatelem pozdějšího císaře Františka Josefa. Na počátku jeho vlády zastával vysoké funkce ve státní správě, byl guvernérem v Banátu (1850–1859) a bánem v Chorvatsku (1859–1860). V závěru kariéry byl vrchním velitelem v Uhrách (1861–1865). V armádě dosáhl druhé nejvyšší hodnosti polního zbrojmistra (1860) a stal se rytířem Řádu zlatého rouna (1862).

## Životopis

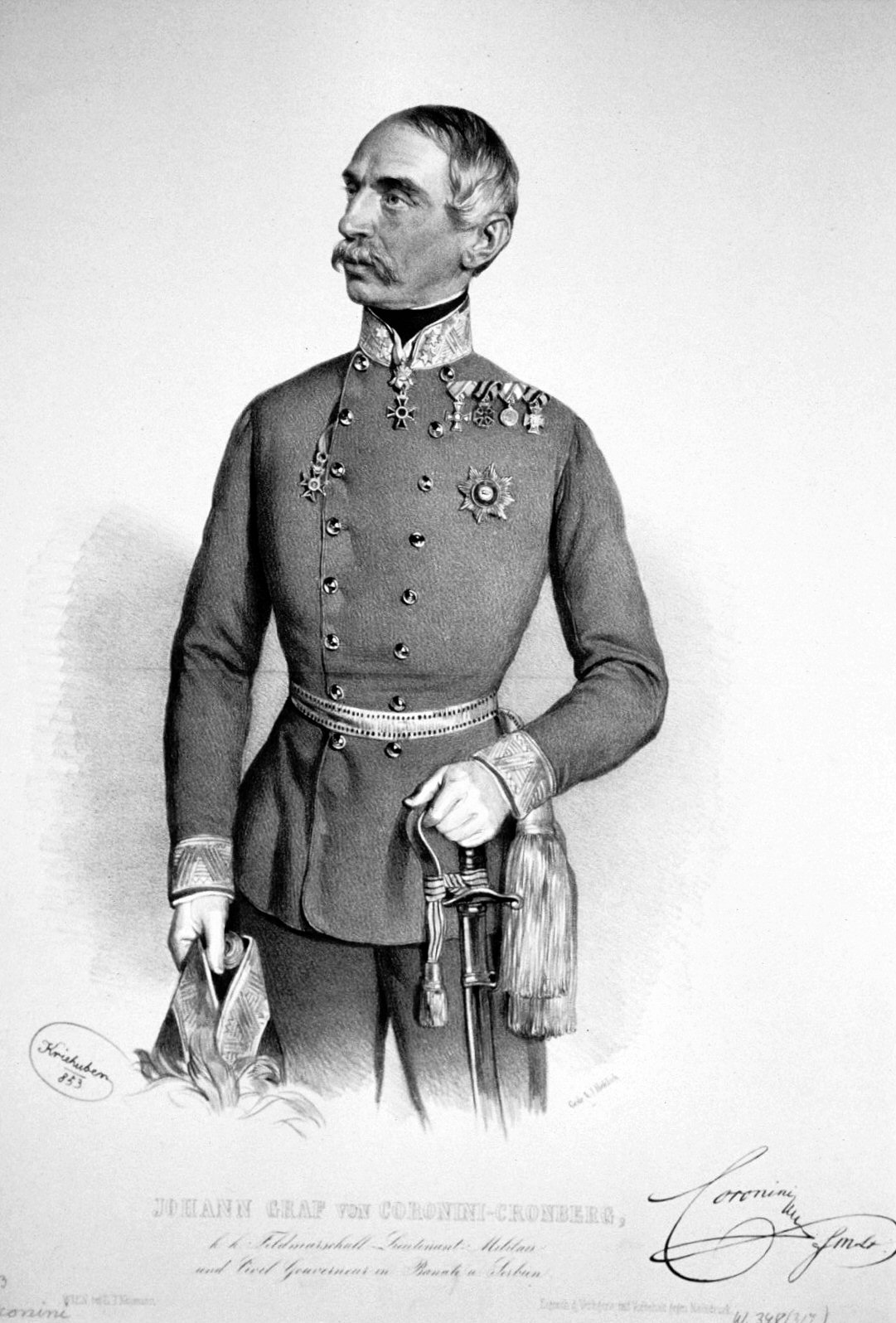
Polní podmaršál hrabě Johann Coronini-Cronberg jako guvernér v Banátu (litografie, 1853, Josef Kriehuber)

Pocházel ze starého šlechtického rodu Coronini-Cronberg, který od roku 1687 užíval říšský hraběcí titul. Narodil se jako starší syn hraběte Jana Křtitele Coronini-Cronberga (1761–1847) a jeho manželky Eleonory, rozené hraběnky ze Strassolda (1764–1842). Jako kadet vstoupil v roce 1813 do armády a zúčastnil se závěru napoleonských válek v Itálii. V roce 1824 vstoupil do vojenských služeb Modenského vévodství, kde setrval do roku 1831, poté se vrátil do rakouské armády a v roce 1827 byl jmenován c. k. komořím.

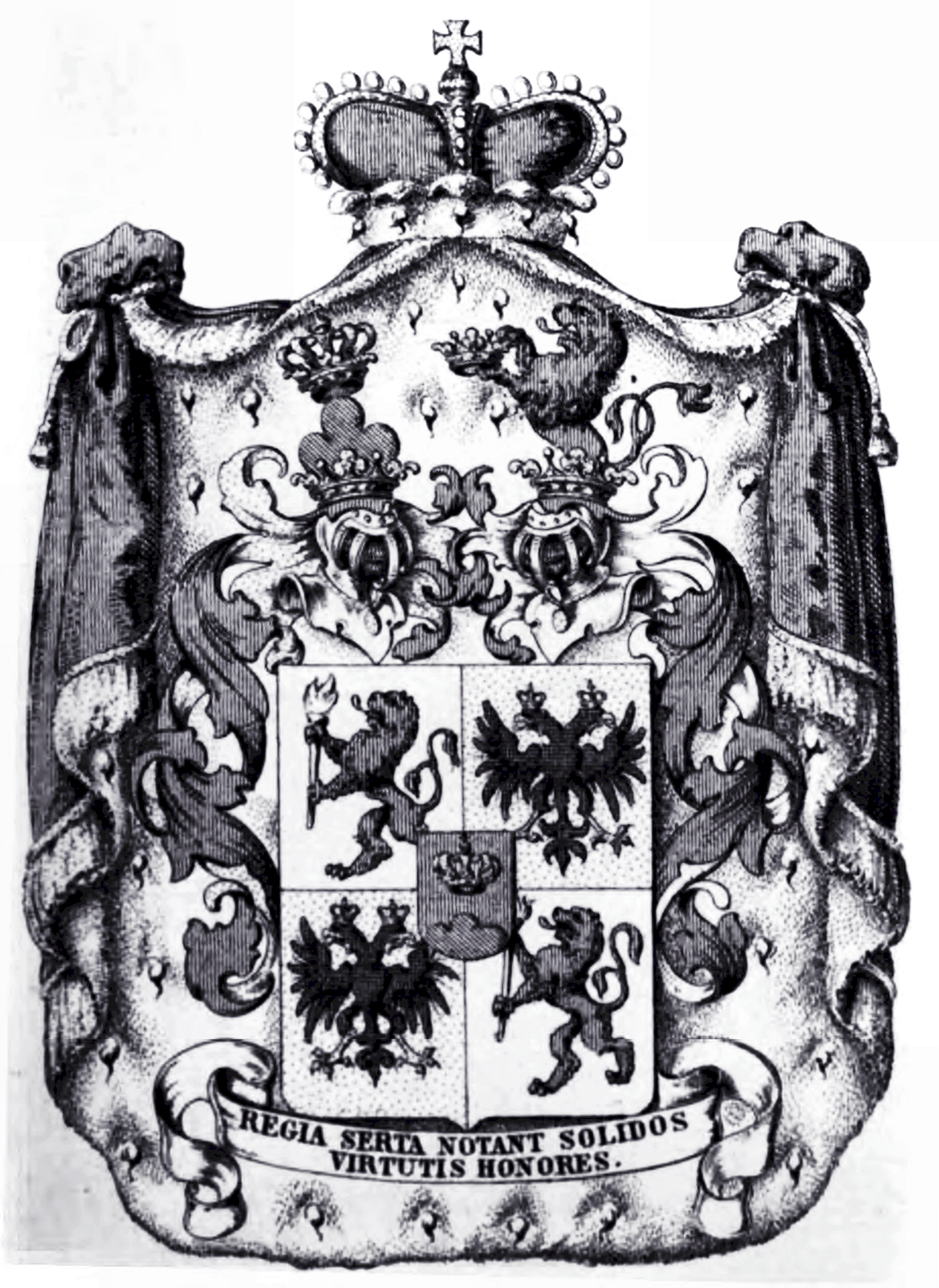
Erb rodu Coronini-Cronberg

V roce 1836 byl přidělen ke dvoru arcivévody Františka Karla a stal se vychovatelem jeho nejstaršího syna, pozdějšího císaře Františka Josefa. Souběžně postupoval v hodnostech (major 1837, plukovník 1843). I když v té době pobýval u císařského dvora ve Vídni, formálně příslušel k 7. pěšímu pluku s velitelstvím Klagenfurtu. V revolučních letech 1848–1849 velel brigádě v Tyrolsku, v roce 1848 byl povýšen na generálmajora a již v roce 1849 dosáhl hodnosti polního podmaršála. V této hodnosti byl krátce zastupujícím velitelem v Chorvatsku a Slavonsku a v letech 1850–1859 zastával funkci civilního a vojenského guvernéra v Banátu (Srbská Vojvodina a Temešský Banát). V roce 1851 byl jmenován c. k. tajným radou s nárokem na oslovení Excelence a téhož roku se stal také předsedou Komise pro reformu vojenského školství. Jako banátský guvernér vytvořil na počátku krymské války pozorovací armádní sbor na rusko-turecké hranici. S tímto sborem v roce 1854 obsadil Valašské knížectví, které vyklidil až v roce 1856 na základě podmínek Pařížského míru.
Od července 1859 do června 1860 zastával funkci bána v Chorvatsku. Jako nástupce populárního generála Jelačiće byl vnímán jako cizinec, který se odmítal naučit chorvatsky, přitvrdil cenzuru a zakazoval Chorvatům nosit národní kroj. V Chorvatsku byl natolik neoblíben, že již po necelém roce byl z funkce odvolán. V roce 1860 získal hodnost polního zbrojmistra a plánoval odchod do penze, nakonec ale zůstal v aktivní službě a v letech 1861–1865 byl ještě vrchním velitelem v Uhrách se sídlem v Budapešti. Do penze odešel k datu 18. dubna 1865 a poté žil v soukromí na svém rodovém sídle v St. Peter (dnes Šempeter pri Gorici).

### Tituly a ocenění
Během své kariéry obdržel řadu vyznamenání, byl nositelem velkokříže Řádu sv. Štěpána a Leopoldova řádu, držitelem Řádu železné koruny I. třídy s válečnou dekorací a Vojenského záslužného kříže. Několik ocenění obdržel také od zahraničních panovníků, byl nositelem velkokříže řeckého Řádu Spasitele, tureckého Řádu Medžidie I. třídy a papežského Řádu sv. Řehoře Velikého. V době svého působení v Banátu získal čestné občanství v Temešváru. Od roku 1851 byl čestným majitelem pěšího pluku č. 6. V roce 1862 získal Řád zlatého rouna.
Zemřel na zámku St. Peter (dnes Šempeter u Gorice) 26. července 1880 ve věku 85 let. Pohřbu o dva dny později se zúčastnila široká veřejnost z okolí, císaře zastupoval generální pobočník Friedrich von Mondel. Sám František Josef navštívil Coroniniho hrob až v letech 1882 a 1900.

## Rodina
Během své služby v Modeně se v roce 1828 oženil s italskou šlechtičnou hraběnkou Mariannou Testa-Carcano di Marsciano (1797–1855), která se později stala dámou Řádu hvězdového kříže (1839) a c. k. palácovou dámou (1851). Z jejich manželství se narodil jediný syn František (1830–1901), který se uplatnil v politice a státní správě, byl dlouholetým poslancem a v letech 1879–1881 předsedou poslanecké sněmovny Říšské rady, zastával také funkci zemského hejtmana v hrabství Gorice a Gradiška (1870–1899) a nakonec byl jmenován doživotním členem Panské sněmovny (1897).
Z jeho sourozneců sestra Klementina (1792–1867) byla manželkou generálmajora barona Josefa von Adelstein (1780–1850), další sestra Marie Josefa (1793–1877) se provdala za Aloise Vinzenze von Thinnfeld, prezidenta zemského soudu v Klagenfurtu.